# صورة الذات

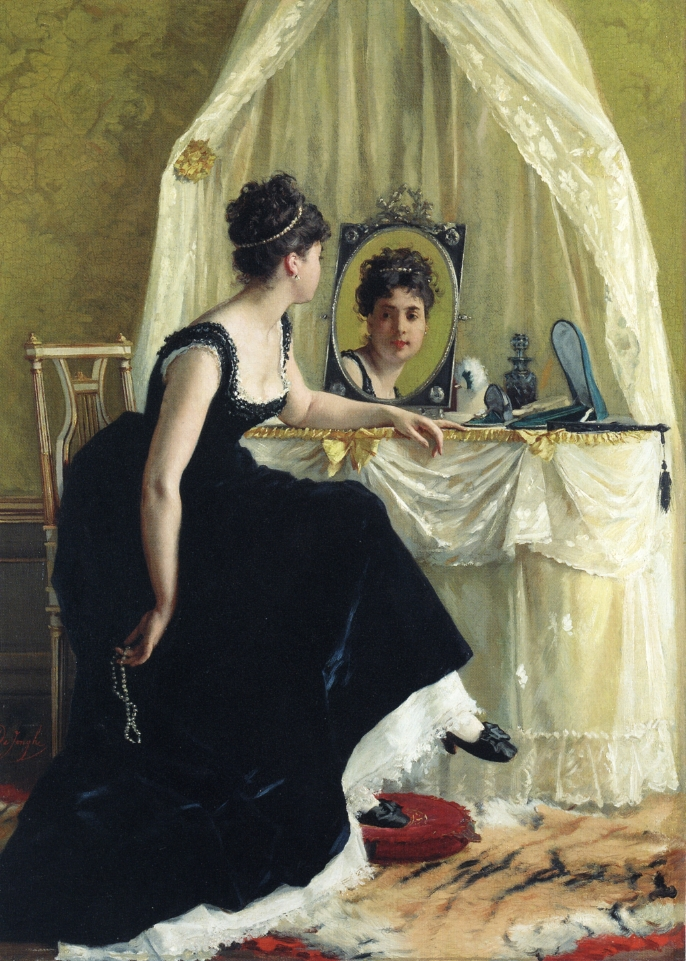

صورة الذات هي صورة نفسية من النوع المقاوم للتغيير عادة، إذ تصف تفاصيل الأشخاص المتاحة للتحقيق الموضوعي من قبل الآخرين (الطول، والوزن، ولون الشعر وما إلى ذلك) بالإضافة إلى العناصر التي تعلمها الأشخاص عن أنفسهم، إما من خلال التجارب الشخصية أو عن طريق استدخال أحكام الآخرين. في بعض الصياغات، تُعد صورة الذات مكونًا من مكونات مفهوم الذات.
تتألف صورة الذات من ستة أنواع محتملة:
1. صورة الذات الناتجة عن كيفية رؤية الفرد لنفسه.
2. صورة الذات الناتجة عن كيفية رؤية الآخرين للفرد.
3. صورة الذات الناتجة عن كيفية إدراك الفرد لرؤية الفرد لنفسه.
4. صورة الذات الناتجة عن كيفية إدراك الفرد لكيفية رؤية الآخرين له.
5. صورة الذات الناتجة عن كيفية إدراك الآخرين لكيفية رؤية الفرد لنفسه.
6. صورة الذات الناتجة عن كيفية إدراك الآخرين لكيفية رؤية الآخرين للفرد.

قد تكون هذه الأنواع الستة أو لا تكون بمثابة تمثيل دقيق للشخص. قد يكون كل من هذه الأنواع، أو بعض منها أو لا شيء منها صحيحًا.
يشير مخطط الذات إلى المصطلح الأكثر تقنية لصورة الذات إذ عادة ما يستخدمه علماء النفس الاجتماعي والمعرفي. بشكل مماثل لأي مخطط، تعمل مخططات الذات على تخزين المعلومات وتمتلك القدرة على التأثير في طريقة تفكيرنا وتذكرنا. على سبيل المثال، تشير الأبحاث إلى خضوع المعلومات ذات الصلة بالذات للتشفير والاسترجاع بشكل تفضيلي في اختبارات الذاكرة، إذ تُعرف هذه الظاهرة باسم «التشفير المرجعي الذاتي». تمثل مخططات الذات أيضًا السمات التي يستخدمها الأفراد في تعريف نفسهم، إذ ترسم المعلومات المتعلقة بالذات ضمن مخطط متماسك.

## صورة الذات السيئة
قد تنشأ صورة الذات السيئة كنتيجة للانتقادات المتراكمة التي تلقاها الشخص خلال مرحلة الطفولة ما أدى إلى إتلاف نظرة هذا الشخص لنفسه. يُعتبر الأطفال على وجه التحديد أكثر عرضة لقبول الأحكام السلبية من الشخصيات السلطوية في حياتهم نظرًا إلى افتقارهم إلى الكفاءة في تقييم مثل هذه التعليقات. بالإضافة إلى ذلك، يعاني المراهقون بشكل كبير من مشاكل صورة الذات السيئة. قد يكون الأفراد الذين يعانون مسبقًا من انخفاض تقدير الذات أكثر عرضة لتطوير الاضطرابات الاجتماعية.
قد تنشأ صورة الذات السلبية نتيجة لمجموعة متنوعة من العوامل. مع ذلك، يمثل نوع الشخصية العامل الأبرز. يُعد منشدو الكمال، وفائقو التحصيل وغيرهم من شخصيات «النوع إيه» أكثر عرضة لامتلاك صورة سلبية عن الذات. يرجع هذا إلى امتلاك مثل هؤلاء الأفراد بشكل دائم لمعايير نجاح مرتفعة للغاية بما يفوق المستويات الممكنة المنطقية. نتيجة لذلك، يتعرض هؤلاء بشكل مستمر لخيبة الأمل نتيجة هذا «الفشل».
يتمثل عامل آخر من العوامل المؤدية إلى تطور صورة الذات السلبية في قيم الجمال داخل المجتمع الذي يعيش فيه الفرد. في المجتمع الأمريكي، تُعد النحافة أحد معايير الجمال الشائعة. في كثير من الأحيان، تعتقد الفتيات أنهن غير قادرات على الرقي إلى معايير «النحافة» في المجتمع، ما ينتهي بتطويرهن لصورة الذات السلبية.

## الوعي المتطور في المرآة
في المراحل الأولى من التطور، لا يمتلك الرضع القدرة على إدراك صورتهم أو أنفسهم في المرآة. شملت إحدى الأبحاث 88 طفل ممن تتراوح أعمارهم بين 3 و 24 شهر. عمل الباحثون على مراقبة سلوكيات الأطفال أمام المرآة. خلصت النتائج إلى اتباع وعي الأطفال بصورة الذات لثلاثة تسلسلات رئيسية مرتبطة بالعمر:
- من عمر 6 إلى 12 شهر، يتمثل أول رد فعل مطول ومتكرر للطفل تجاه انعكاسه في المرآة في «رفيق اللعب» الاجتماعي.
- في السنة الثانية من العمر، يبدأ ظهور الاجتناب والانسحاب؛ تترافق سلوكيات الإعجاب بالذات والخجل مع هذه السلوكيات التجنبية بدءًا من عمر 14 شهر، ليظهر ذلك لدى 75% من الأطفال بعد عمر 20 شهر.
- في أواخر السنة الثانية من العمر، من عمر 20 إلى 24 شهر، يظهر 65% من الأطفال القدرة على التعرف على صورتهم في المرآة.

## السلوك الجنسي لدى النساء
شمل استطلاع في إحدى المجلات مجموعة من العناصر حول صورة الجسم، وصورة الذات والسلوكيات الجنسية لدى 3,627 امرأة. وجدت الدراسة أن صورة الذات الإجمالية وصورة الجسم من المؤشرات الهامة للنشاط الجنسي. أظهرت النساء الأكثر رضا عن صورة الجسم زيادة في النشاط الجنسي، والنشوة الجنسية والمبادرة في ممارسة الجنس، بالإضافة إلى درجة أكبر من الراحة عند خلع الملابس أمام الشريك، وممارسة الجنس مع وجود إضاءة في المكان، وتجربة السلوكيات الجنسية الجديدة (مثل الجنس الشرجي) وإرضاء الشريك جنسيًا مقارنة بالنساء غير الراضيات عن صورة الجسم. ارتبطت صورة الجسم الإيجابية عكسيًا بالوعي بالذات وأهمية الجاذبية الجسدية، بالإضافة إلى وجود رابط مباشر بينها وبين العلاقات مع الآخرين والرضا العام.

## السلوك الجنسي لدى الرجال
حلل مقال منشور في مجلة علم نفس الرجال والذكورة كيفية تأثير حجم القضيب (المتصور) على الرضا عن الجسم لدى الذكور. وفقًا للردود الواردة من 110 شخص مغاير جنسيًا (67 رجل؛ 43 امرأة) على مجموعة من الأسئلة حول هذا الموضوع، خلصت المقالة إلى ما يلي:
أظهر الرجال درجة كبيرة من عدم الرضا بحجم القضيب، على الرغم من اعتقادهم بأن حجمه وسطي. تجدر الملاحظة أنه هناك رابط هام بين درجة عدم الرضا عن حجم القضيب والراحة عند رؤية الآخرين له من جهة، واحتمالية طلب المشورة الطبية فيما يتعلق بالوظيفة القضيبية و/أو الجنسية من جهة أخرى. نظرًا إلى العواقب السلبية المترتبة على صورة الجسم السلبية وأهمية التدخل المبكر في الأمراض المرتبطة بالجنس (على سبيل المثال، سرطان الخصية)، فمن الضروري النظر في مسألة عدم الرضا عن الجسم لدى الذكور بعين الاهتمام.